# Línea G1 (Montevideo)
La línea G1 fue una línea local y alimentadora de la Terminal Colón, partía desde dicha terminal hacia la ciudad de La Paz. Fue suprimida en el año 2020.

## Características
Fue creada a fines del 2012 tras la inauguración de la terminal Colón, inicialmente operada por la compañía Cutcsa y la cooperativa Coetc, quien abandonó su operación meses antes de su disolución. En el año 2020, como consecuencia de la emergencia sanitaria debido a la pandemia, la cual provocó que muchas líneas de transporte sufrieran modificaciones y que otras dejasen de funcionar, la línea fue suprimida.  

## Recorridos
Circulaba por Colón, el pueblo Abayubá y la ciudad de La Paz.
| Ida - Andén 2 (Terminal Colón) - Camino Colman - Avenida Garzón - Avenida César Mayo Gutiérrez - Camino Uruguay - Cno. La Paz Mendoza - José Batlle y Ordóñez - General Artigas - Javier de Viana - La Paz | Vuelta - La Paz - José Batlle y Ordóñez - General Artigas - Javier de Viana - José Batlle y Ordóñez - Camino La Paz Mendoza - Camino Uruguay - Avenida César Mayo Gutiérrez - Avenida Garzón - Camino Colman - Andén 7 (Terminal Colón) |